# Christian Adolph Hertz
Christian Adolph Hertz (16. september 1824 i Kalundborg – 2. august 1882 i København) var en dansk musiklitterat, søn af Herman Adolph Hertz.
I sin ungdom var han i instrumentmagerlære, men opnåede 1852 at komme til Leipzig for at studere musik. En lille pjece om Richard Wagner og fremtidsmusikken udgav han 1867, og han blev en af det Kongelige Teater meget benyttet oversætter af operatekster (Wagners, Glucks, Gounods med flere operaer). Et lystspil af ham, Student og Komediant, blev opført 1877.